# カイ・シデン
- 機動戦士ガンダム > 機動戦士ガンダムの登場人物 地球連邦軍 > カイ・シデン
- 機動戦士Ζガンダム > 機動戦士Ζガンダムの登場人物 > カイ・シデン
- 機動戦士ガンダムUC > カイ・シデン

カイ・シデン (Kai Shiden) は、「ガンダムシリーズ」に登場する架空の人物。初出は1979年放送のテレビアニメ『機動戦士ガンダム』。
宇宙世紀0079年にサイド7のスペース・コロニーに住む民間人の少年であるが、作中の敵勢力であるジオン公国軍の襲撃に巻き込まれ、主人公のアムロ・レイらとともに新造戦艦ホワイトベース (WB) に避難。その後はWBの乗組員として、おもに地球連邦軍のモビルスーツ (MS) であるガンキャノンのパイロットとなり、一年戦争を戦い抜く。
続編のアニメ『機動戦士Ζガンダム』や『機動戦士ガンダムUC』では、ジャーナリストに転身して活動している。
声優は続編や後発の作品に至るまで古川登志夫が担当（『ガンダムさん』 - 下山吉光 を除く）。最新作は2022年の、劇場アニメ『機動戦士ガンダム ククルス・ドアンの島』およびスマートフォンゲームアプリ『機動戦士ガンダム U.C. ENGAGE』。

## デザイン・設定の経緯
キャラクターデザインは安彦良和。現実派で斜に構えた性格は、チーフ・シナリオライターの星山博之の発案によって企画当初から決定していた。
名前は第二次世界大戦中に開発された戦闘機である「紫電改」が由来となっている。名前の候補には、そのままの「シデン・カイ」のほか、「クワイヤー・ボーイ」というものもあった。また、それ以前の仮タイトルが「宇宙戦闘団ガンボーイ」であった頃の企画書では、カイに相当する人物は「水田 竜（みずた りゅう）」という名前であった。

## 設定解説
プエルトリコ系スペースノイド。生年は宇宙世紀0061年と0062年、『機動戦士ガンダム』劇中における年齢は17歳と18歳の2説がある。当時の身長は169センチメートル。大型特殊の免許をいくつか取得している（第3話のハヤト・コバヤシの台詞より）。父親はコロニー関係の技術者であり（同じくハヤトの台詞より）、サイド3から避難してきた。また、父（兼業）か母のどちらかが医者であったという。
漫画『 機動戦士ガンダム デイアフタートゥモロー ―カイ・シデンのメモリーより―』の後年のカイの発言によれば、よくは知らないものの両親は表向きは医者などいろいろやっていたが、理由も言わず転々と住所を変える日々であり、まともな仕事ではなかったのだろうとのこと。それでもサイド3には長く住んでいたほうであり、サイド7に引っ越してきたばかりの頃に公国軍の襲撃に遭ったという。小説版『機動戦士ガンダムUC』によれば、当時はハイスクールに在学中であったとされる。
性格は、少しすねたところがある、日和見主義、口数こそ多いが結局ひとりでは何もできない、星回りがひどく悪い、皮肉っぽい、協調性に欠けるなどと評される。一方で、内にもつ秘められた優しさはそれらを上回るとされる。
『―カイ・シデンのメモリーより―』によれば、一年戦争終結直後は「英雄」ともてはやされるが、そのうち「元英雄」になり、最後は「本当に英雄だったのか」とまで言われるようになり、耐えられなくなって逃げ出すように0080年のうちに連邦軍を退役。あらためて自分の無力さと、どれだけすごい仲間に囲まれ守られて生き延びさせてもらったかを思い知ったという。
その後は社会復帰プログラムの援助を受け、ベルファスト大学でジャーナリズムを専攻。卒業後に地球連邦政府関連の通信社に勤務するが、ティターンズの台頭により監視を余儀なくされ、フリーのジャーナリストへと転向。0094年から0099年の間に、ユニバーサル・ピューリッツァー賞やコロニー・ネットワーク記者クラブ賞など、多数の賞を受賞している。
おもな著作は、デビュー作である『巨人達の黄昏　―グリプス戦役―（ペガサスプレス）』のほか、『天国の中の地獄（ファントムグラフィックス）』、アナハイム・エレクトロニクス (AE) 社を始めとする月資本への痛烈な批判の書として話題となった『月の専制君主たち（ABCパブリッシング）』、木星船団に同行取材をおこなった『木星航路（汎地球圏進捗ジャーナル）』がある。

## 劇中での活躍

### 機動戦士ガンダム
第2話のサイド7からの避難時には、怪我人を置いてひとりでエレベーターに乗ろうとしたため、セイラ・マスに平手打ちをくらい「軟弱者」とののしられる。当時は反発して言い返すが、のちにこのことをひとり回想して自虐的に肯定する場面がある。WB乗艦当初は憎まれ口を叩くことが多く、ブライト・ノアをはじめ乗組員らの反感を買っている。次第におちゃらけた言動を見せるが、皮肉を飛ばしたり照れ隠しにうそぶいたりすることも多い。
第3話では、WBに乗艦していた正規の乗組員（軍人）のほとんどが戦死・負傷したことで人手不足となったことから、やむなく戦闘に駆り出される。主砲の射手を務めたあとにガンタンクの操縦手としてハヤトとともにガンタンクに搭乗、敵の補給艦パプアの撃沈に成功する。WBが地球に降りたあとの第8話以降はおもにガンキャノンのパイロットとなり、ランバ・ラルや黒い三連星などといった公国軍のエース・パイロットに翻弄されながらも、激戦をくぐり抜ける。第13話ではガンペリーも操縦し、ガンダムの空中換装などにも協力している。第22話では、WBの対空機銃を担当している。
第24話では、補給部隊を率いるマチルダ・アジャンのことを「俺好み」であると言い、彼女みたいなのが恋人だったら最高だと話しているところを本人に聞かれてしまう。恥のかきついでと、一緒に写真を撮ることをお願いし了承されるが、ほかの乗組員もわらわらと集まってきてしまい、シャッターのタイマーにも間に合わずひとり見切れた形で写ってしまう。
第27話では正規の軍人になることを嫌い、ベルファストに寄港したWBから降りる。その際にミハル・ラトキエと出会うが、彼女が弟妹を養うために否応なく公国軍のスパイに身をやつしていることを看破し、同情してWBの状況を伝える。水陸両用MSの攻撃に苦戦するWBの様子を見かねて舞い戻り、ガンタンクで応戦しながらガンダムと連携して敵を撃退する。この戦闘の混乱に乗じてミハルがWBに潜入。第28話で侵入した艦長室で偶然再会し、自室にかくまう。大西洋上での戦闘では、改心して戦闘参加を懇願するミハルとともにガンペリーで出撃。勝利に貢献するものの、ミハルはミサイル発射時の爆風に吹き飛ばされて転落死してしまい、カイは乗組員たちの前でも構わず座り込んで涙に暮れる。ミハルの死はカイのその後の行動に大きな影響を与え、第29話のジャブロー防衛戦ではもう悲しむのはやめて、これ以上ミハルのような犠牲者を出さないためにジオンを徹底的に叩くと強く決意する。第30話ではジャブローで伍長（劇場版では少尉）に任官される。戦災孤児であるカツ、レツ、キッカのことは可愛がっており、ジャブローで彼らが意に反して育児センターに預けられそうになる際には育児官を説得するなど、子供好きの一面も見せている。劇場版では、ジオン（赤い彗星）に縁のあるセイラに「（ジオンを倒した）その後で連邦も叩くかい？」と後の地球圏の趨勢を見通したうえでの疑問を投げかけるなど、鋭さを覗かせる。
WBがふたたび宇宙に上がって以降は、敵MS部隊に先制射撃をするスレッガー・ロウをたしなめたり、アムロ以外のパイロットにリーダーシップを発揮したりと、成長した姿を見せる。ソロモン攻略戦ではガンダムと連携して要塞上陸の突破口を開き、ア・バオア・クー攻略戦では「こういう時は、臆病なくらいで丁度いいのよね」と自嘲気味に愚痴りながらも冷静な判断でSフィールドへの上陸を果たすなど多大な戦果を上げる。
ア・バオア・クー攻略戦の終盤に、乗機のガンキャノンを破壊されるも脱出し、白兵戦でWBを死守する。その後、アムロの「声」を聞いてほかの乗組員たちとともにランチで脱出する。

#### 機動戦士ガンダム THE ORIGIN
漫画版『機動戦士ガンダム THE ORIGIN』の過去編、およびアニメ版では、0078年にサイド7に移住したとされ、アムロやハヤト、フラウ・ボゥとは高校のクラスメイト（カイは留年）となっている。また、コンボイレーサーとして知られた存在であると公言。反抗的な不良少年で、アムロたちを強引に連れ出し、立ち入り禁止の開発区に入り込もうとして連邦兵に袋叩きにされるなど無謀な面も見られる。
漫画版の本編では、原作以上に何でも屋ぶりを発揮するが、ジョブ・ジョンやダニーといったパイロットたちと同程度の技量として、つまり「オールドタイプ」のひとりとして描かれている。パイロットとしては原作ほどの活躍は見せておらず、命中率が低いと整備員にもからかわれる。本作に登場するガンキャノンは、原作と異なり旧式のMSとされており、たびたび大破している。ジャブローに向かう途上で起きたクラウレ・ハモン率いるギャロップとの戦闘では、不足した戦力を補おうと鹵獲したザクIIに大破したガンキャノンの頭部を乗せた「キャノンザク」を発案し、この機体で出撃するもタチ中尉のザクIに返り討ちにされている。
ほぼ一貫して乗機としたガンキャノンに特別な愛着を示し、ア・バオア・クー攻略戦の前にはハヤトに「キャノンに愛を捧げて死のうな」と言うほどであるが、2機のガンキャノンは撃破されることなくセイラを救助して脱出する。しかし、アムロの「声」を聞くシーンはなく、ニュータイプへの覚醒をうかがわせるシーンは最後までなかった。のちにジャーナリストとして身を立てる伏線として政治にも強い関心をもっている。
漫画版の外伝「アルテイシア0083」（単行本第24巻、愛蔵版第12巻に収録）では、ノア夫妻の依頼で新聞記者を装ったカイが、イギリスで「アストライア財団」の一員として戦争孤児の救援に奔走するセイラを訪ねるエピソードが描かれる。ジオン過激分子らの接触への用心を託けるのが目的であるが、逆に己の軟弱ぶりを恥じさせられる。これをきっかけに、カイはジャーナリストへの道を選ぶことになる。

#### 小説版
他のキャラクターと同様、民間人ではなく最初から軍人（パイロット候補生・曹長）として登場する。終盤では中尉に任官され、アムロやハヤトとともにニュータイプとして覚醒し、怒涛の活躍を見せる。ハヤトに続きアムロまでもが戦死するがカイは最終局面まで生き残り、キシリアやシャア、ペガサスのクルーと共にズム・シティへ乗り込んで制圧する。逃亡を図るギレンを感知して捕捉したのも、カイのニュータイプ能力がなせる業とされている。キシリアがギレンを射殺した直後、キシリアもシャアに殺されるというザビ家滅亡の顛末を見届けるが、その際には「なあ、アムロ…コレでいいのか？」と疑問を投げかける。

#### その他の作品（0079-0086年）
スマートフォンゲームアプリ『機動戦士ガンダム U.C. ENGAGE』
イベント「0079 真紅の稲妻」では、一年戦争終結から5年後に、元ジオン公国軍総帥府賞勲局付のシェーラ・グレイマー特務中尉に、もっとも有名でありながらもっとも謎めいたエース・パイロットであるジョニー・ライデンについて取材をおこなう。

### 機動戦士Ζガンダム
宇宙世紀0087年に地球連邦軍の内情を探ろうと、白い背広姿という場違いな出で立ちでジャブローに潜入しようとジャングルを進む。そこで、偵察のため同様に潜入しようとするエゥーゴのレコア・ロンドと出会うが、ともに連邦軍兵士に捕まってしまう。ジャブローに降下したカミーユ・ビダンに救出されてカラバに合流するが、指導者としての能力がありながらクワトロ・バジーナの偽名でいちパイロットに甘んじているシャア・アズナブルに疑問と不満を抱き、ハヤトに「クワトロはシャアだ」と書いたメモを残して姿を消す。
劇場版では、直接ハヤトに「クワトロはシャアだ」と告げるシーンがあり、共闘することに疑問も呈している。ラストではセイラと再会し、シャアに関する取材をおこなうシーンが追加された。

#### 機動戦士Ζガンダム Define
アニメ版のリメイク漫画『機動戦士Ζガンダム Define』では、ジャブローの格納庫にあったガンキャノン重装型に搭乗して脱出する。その後、カラバで選抜されたメンバーとともに連邦軍人に偽装してキリマンジャロ基地に潜入する。
また一年戦争終結後、ミハルの弟妹を捜索し、弟のジルは見つからなかったものの、妹のミリーを発見して引き取っている。

#### その他の作品（0087-0095年）
漫画『機動戦士Ζガンダム デイアフタートゥモロー ―カイ・シデンのレポートより―』
劇場版『Ζガンダム』の設定に準拠し、グリプス戦役時代のカイが主人公として描かれる。本作ではあくまでもジャーナリストではあるものの、ハヤト以外にもアムロやベルトーチカ・イルマに直接協力し、ディジェの導入や同機がジオン風の外観になった件にも関わるなど、主にカラバと連携した活動をおこなっている。作中ではカラバのジャケットを着ているシーンも見られる。
なお、予告では『Ζガンダム Define』のようにティターンズに潜入するシーンが描かれていた。
ゲームブック『機動戦士ガンダム シャアの帰還』
第一次ネオ・ジオン抗争終結後の0090年、ホンコンシティの酒場でシャアと偶然出会う。シャアがふたたび歴史の表舞台に登場することを信じ、ルオ商会への紹介状を渡す。
漫画『機動戦士VS伝説巨神 逆襲のギガンティス』
0090年のロンド・ベル隊発足のデモンストレーションの中継を観て、これに参加したアムロは影武者であると発表するが、数日後に撤回する騒動を起こす。撤回するまでの間にブライトが極秘裏に接触し、何らかの事情を説明されたとの説が囁かれている。なお、本作でのアムロは翌0091年に木星圏に到達している。また同作者による『機動戦士ゼータガンダム1/2』では実際にグリプス戦役中アムロの影武者を務めた人物が登場している。
漫画「機動戦士ガンダム 英雄伝説」
『SD CLUB』第8-12号に掲載（青木健太・松崎健一作）。0094年頃、第二次ネオ・ジオン抗争で行方不明になったアムロを捜索するカイを主人公とする。ジャンク屋のゲモン・バジャックがガンダムらしいMSの残骸を回収したという情報をオスカ・ダブリンから聞き、サイド1コロニー「シャングリラ」に向かう。そこでかつてのガンダム・チームの面々と出会い、成り行きから彼らが製作したガンキャノンのレプリカ（中身はジェガン）に搭乗し、ゲモンのゲゼ改と戦い勝利する。しかし、直後にヤザン・ゲーブルがネオ・ジオン残党から強奪したギラ・ドーガに脚部を破壊され、追ってきた残党の攻撃の盾にされる。ジュドー・アーシタのΖΖガンダムをはじめとする連邦軍MS隊の登場により一命を取り留めるが、右腕骨折などにより入院する。なお、残骸はガンダムMk-IIであった。
下記の『機動戦士ガンダム　ピューリッツァー』でもこのエピソードがカイとオスカの口から触れられ、ガンダムMk-IIの上半身らしい残骸が描かれている。
漫画『機動戦士ガンダム ピューリッツァー -アムロ・レイは極光の彼方へ-』
0095年、アムロの足跡を追って伝記を書くことを決意したキッカ・コバヤシからの連絡を受け、取材対象者の連絡先を教えたり、取材用パスの手配、行方を捜索するなどの便宜を図った。当初はそれ以上の協力をするつもりはなかったようだが、キッカをステファニー・ルオに紹介したオスカから、彼女がキッカの取材をカイ以上に支援している話を聞かされ、ルオ・ウーミンがNTの養女を迎えていること、サイコフレームに強い関心を示していることから、キッカを利用しようとしている懸念を共有、独自に行動を開始する。
キッカとの連絡の際には、アムロが死んだと言われても納得できなかったこと、上記のサイド1行きなどを含め、彼の行方を追って証拠を探し回っていたこと、それはアムロをきちんと弔ってやりたかったからだという自身の心境に気づいた旨を告白し、キッカを後押しする。

### 機動戦士ガンダムUC
アニメ版では、0096年のラプラス事変において、ブライトの依頼により（「とびきりジオン嫌いだが適役」として）、ネオ・ジオン残党「袖付き」の偽装貨物船「ガランシェール」に、ネェル・アーガマとの共同作戦をおこなってもらうための交渉役を務める。通信は、ルオ商会のつてによりおこなわれている。艦長のスベロア・ジンネマンからは、ベースジャバーを1機調達するよう要請される。
小説版では、同年5月9日（当時35歳）、連邦政府の上院議員ローナン・マーセナスから直接指名を受け、ジオン残党軍襲撃直後のダカールに赴く。「ラプラスの箱」をめぐる一連の事件におけるビスト財団の不当な関与の証拠を提示され、その公表および告発を依頼されるが、「ネガティブ・キャンペーンの広告塔は性に合わない」と断り、交渉は物別れに終わる。なお会話の中で、カイはジオン残党、特にネオ・ジオン軍を率いたシャアに対しては、スペースノイドでありながら徹底して批判的な立場をとっていることが語られる。
追補小説・漫画『獅子の帰還』では、連邦から釈放されたリディ・マーセナスに11月12日に接触し、「バナージ・リンクスは生きている」と告げ車に乗せる。情報局の尾行をまくためにハンドルをさばきつつ、ミネバ・ラオ・ザビを戦争の矢面に立たせないために、リディを争いに巻き込まないために、バナージは消えるしかなかったと説明する。バナージの生存を確かめたいと言うリディに対し、命がけの覚悟が必要と諭しつつも、「必要な情報はくれてやる」と告げる。なぜ自分にそこまでしてくれるのかとの問いには、「先輩風を吹かせたかったんだろうよ。神様に片足突っ込んだ馬鹿を友人にしちまったのは、君だけじゃない」と答えている。

#### その他の作品（0096年以降）
漫画『機動戦士ガンダムUC バンデシネ』
小説版『UC』と同じ要件でダカール入りするが、ローナン議員と会う前に、ダカール襲撃の混乱の中で迫害を受けるムスリムのアーメットとバハールのアル・ガージ兄妹と出会う。テロに偽装してバハールが殺害され、復讐心に付け込まれてテロリスト集団に加入されようとするアーメットを救うため、国家安全保障局テロ対策課のエイプリル・サザフォードの協力を得て行方を追い、事件の真相に迫る。解決後、電話で「ほかに書きたいものができた」とローナンの依頼を断り、空港で今回の件を記録し始める。
コラムペーパー『灰の中から何度でも ―サイド6 ヘリウム3備蓄基地臨界爆発事故異聞―』
映画『機動戦士ガンダムNT』劇場入場者2週目特典として配布された。0097年の劇中終盤に起きた事故について、カイが同年8月28日に公表したレポートという体裁がとられている。
書籍『アナハイム・ジャーナル』
0099年におけるAE社の企業広報誌という体裁であり、カイがメラニー・ヒュー・カーバイン名誉会長（当時）におこなったインタビューが収録されている。
漫画『機動戦士ガンダム デイアフタートゥモロー ―カイ・シデンのメモリーより―』
0105年にサイド3コロニー「ズム・シティ」にオープンする一年戦争記念館で公開される「WB展」の監修者として、木星から帰還後すぐに招聘されたカイを主人公に、一年戦争時代の回想を挟みつつ物語が展開される。作中ではジョブ・ジョンやハロ（WBに乗艦していた個体）に再会し、ウォン・リーやロイ・ユングらにも会っている。回想を語る中、ミハルのエピソードを語った際に、両親に対して感じた「嘘を吐くことに馴れてしまった眼」から、「自分の両親も似たような仕事をしていたのではないか?」という想像を漏らしている。

## 主な搭乗機
- RX-77-2 ガンキャノン C-108（小説版、劇場版III）
  - RX-77-3 ガンキャノン重装型（漫画『Ζガンダム Define』）
  - ガンキャノン（レプリカ）（漫画「英雄伝説」『―カイ・シデンのメモリーより―』[注 4]）
- RX-75　ガンタンク（第3話・第27話）
- ガンペリー
- FF-X7 コア・ファイター（第33話）
- キャノンザク （『THE ORIGIN』）
- RX-93 νガンダム（ゲーム『SDガンダム GGENERATION DS』のライバルルート）

## その他の登場作品
エッセイ「シデン会見記」
ムック『ガンダムセンチュリー』に掲載（星山博之著）。（現実世界の）星山が、竹尾ゼネラルカンパニーからの目撃情報をもとに、デュッセルドルフにいる（一年戦争を生きた）カイに会いに行くという内容。カイはかなりネガティブな様子である。

## 評価
『愛と戦いのロボット 完全保存版』で発表されたアンケート「みんなで選ぶロボットアニメーションベスト100」では、「一番カッコイイヒーローは？」で第73位にランクインした。